# Frederick G. Creed
Frederick George Creed (ur. 6 października 1871 w Mill Village, Nowa Szkocja, zm. 11 grudnia 1957 w Croydon) – kanadyjski wynalazca, działający na polu komunikacji i transportu. Opracował technologię dalekopisu oraz jednostek pływających SWATH.
W wieku 15 lat został operatorem telegrafu Morse’a. W latach 1888–1897 podczas pracy w firmie South American Telegraph and Cable Company w Peru i Chile wynalazł dalekopis, urządzenie będące połączeniem maszyny do pisania i telegrafu, zamieniające znaki pisma na sygnały elektryczne. W 1897 r. przeprowadził się do Glasgow, gdzie dokończył konstrukcję wynalazku. Dalekopis okazał się przełomem w komunikacji, został m.in. zaakceptowany przez brytyjski urząd pocztowy w 1902 r. Z urządzenia zaczęły także korzystać gazety oraz rządy wielu państw, używając go do komunikacji dyplomatycznej. W 1909 r. Creed przeniósł się do Londynu, gdzie założył firmę Creed & Company. W 1923 r. zaadaptował urządzenie do wykorzystywania na statkach, gdzie stało się podstawowym ogniwem systemu ratowania życia.

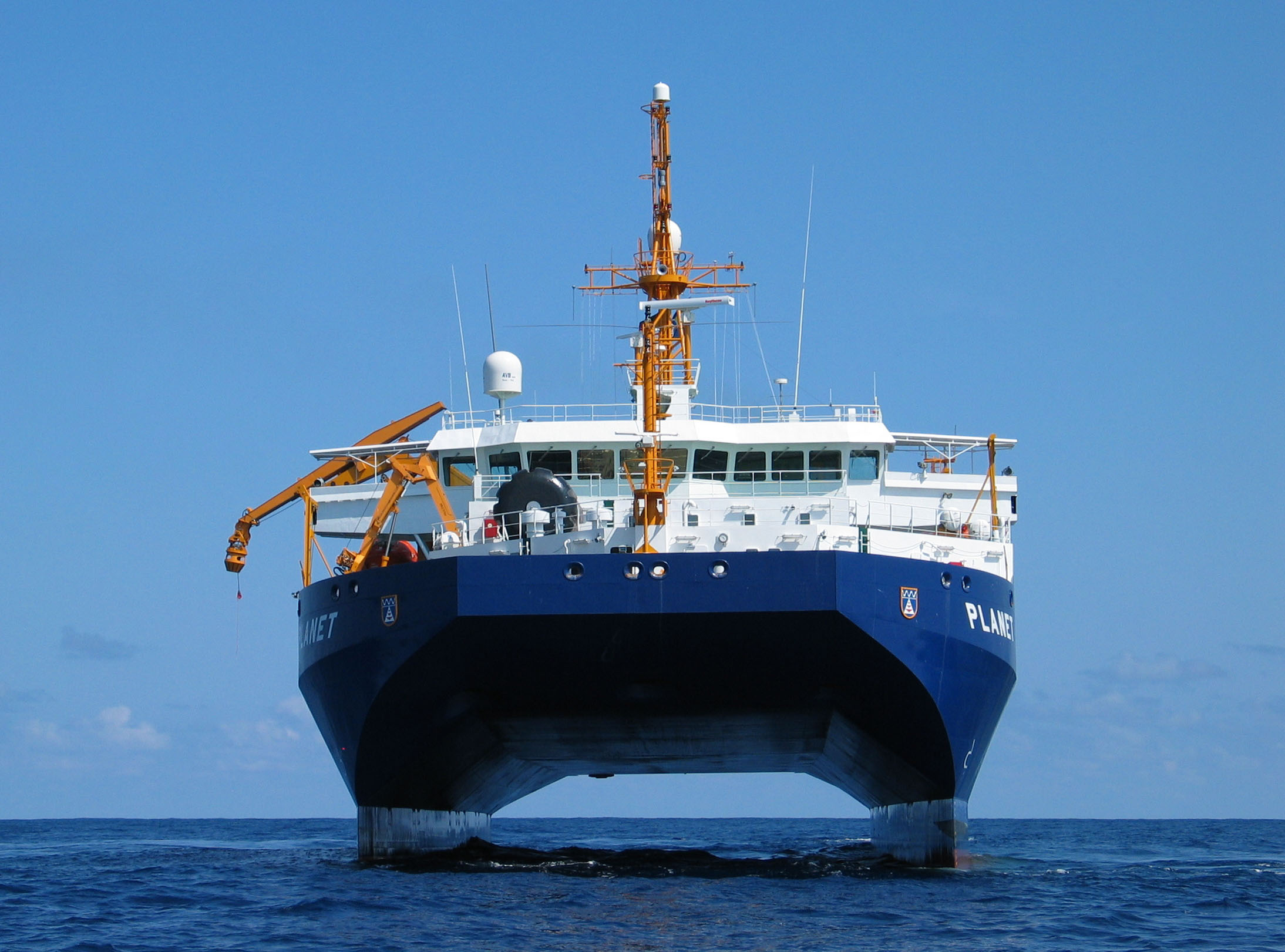
Niemiecki statek „Planet” systemu SWATH

W latach 30. zaangażował cały swój majątek w prace nad nowatorskim projektem jednostki pływającej systemu „SWATH” (Small Waterplane Area Twin Hull), w konstrukcji zbliżonego do katamaranu, jednak różniącego się od niego podwodnymi pływakami, które niwelują kołysanie jednostek pływających podczas sztormów dochodzących nawet do 6 stopni w skala Beauforta. System został opatentowany w 1946 r., jednak nie wszedł do produkcji masowej. Dziś statki o tej konstrukcji są budowane głównie do celów badawczych (hydrografia) i ratowniczych. W technologii SWATH jest zbudowany także okręt testowy marynarki wojennej USA Sea Shadow.